# Brian Panowich
Brian Panowich (Fort Dix, Nueva Jersey, 22 de diciembre de 1971) es un escritor estadounidense de novela negra.

## Biografía
Creció en Europa, debido a la carrera militar de sus progenitores. Posteriormente regresó a los Estados Unidos, concretamente al estado de Georgia.
Estuvo varios años viviendo de la música, hasta que después de casarse y tener su primera hija, decidió abandonar esa vida y se convirtió en bombero en Augusta (Georgia).
Está casado y tiene cuatro hijos.
Tiene un estilo seco y preciso, y «mide a la perfección la intriga y todo un agresivo catálogo de las emociones y debilidades humanas», dando a la trama un ritmo perfecto.
Los críticos acostumbran a incluirlo en la categoría de country noir (o grit lit o noir sureño).
Se declara seguidor de Elmore Leonard y John Conolly.

## Premios
- Nominado al Premio Barry a la mejor primera novela 2016 por Bull Mountain.
- Nominado al Premio Anthony a la mejor primera novela 2016 por Bull Mountain.
- Ganador del Thriller Award a la Mejor Primera Novela 2016 por Bull Mountain.[4]
- Pat Conroy Southern Book Prize 2016 por Bull Mountain.[5]

## Obras
- Bull Mountain. 2015. 
  - Edición en castellano: Bull Mountain. Siruela.
- Like Lions. 2019. 
  - Edición en castellano: Como leones. Siruela.
- Hard Cash Valley. 2020.
- Nothing But the Bones. 2024.